# アアシマール
アアシマール(Aasimar)は、テーブルトークRPG『ダンジョンズ&ドラゴンズ』（D&D）に登場する架空の亜人種族である。彼らはエンジェルなど、セレスティアから到来した善の来訪者であるセレスチャルと血縁を持った人間型種族の末裔であり、その聖なる力を受け継いでいる。同じようにフィーンドと血縁を持ったティーフリングとは対の立場であり、両者を併せて“プレインタッチト”(Plane totched／次元界の影響を受けた者)と呼ばれている。世界観が大きく変更されたD&D第4版では、旧版では別の種族だったデーヴァ(Devas)として再デザインされた。

## 掲載の経緯
アアシマールは『アドバンスト・ダンジョンズ&ドラゴンズ』（AD&D）の第2版、プレーンスケープ 世界での『Planescape Monstrous Compendium Appendix 2』(1995、未訳)で、『Planewalker's Handbook』(1996、未訳)でプレイヤー用種族として登場した。天上界を扱った『 Warriors of Heaven』(1999、未訳)にも登場した。
D&D第3版では『モンスターマニュアル』(2000)に登場し、3.5版でも改訂版『モンスターマニュアル』(2005)にてティーフリングとともにブレインタッチトとして登場した。その後、『Planar Handbook』(2004、未訳)ではプレイヤー用種族として紹介され、『Races of Destiny』(2004、邦題『宿命の種族』)でも紹介された。

フォーゴトン・レルム世界でもプレイヤー用種族として『Forgotten Realms Campaign Setting』(2001、未訳)と『Races of Faerun』(2003、未訳)に登場している。
だが、D&D第4版になると『プレイヤー・ハンドブック』(2008)や『モンスター・マニュアル』(2008)には未登場となる一方、同じプレインタッチトであるティーフリングはプレイヤー用種族として登場した。その後、『Player's Handbook 2』(2009、邦題『プレイヤー・ハンドブック2』)開発時にセレスチャル由来の種族を盛り込むプランが上がりアアシマールの名も出たが、第4版の設定ではアアシマールと血縁を結ぶべき善の種族の多くが再デザインされて基準から外れ、デザイン・マネージャーのジェームズ・ワイアットは改名を含めた再デザインを決断。クリス・シムスの提案によりインド神話を軸にデーヴァとして再デザインされた。この経緯はその後、ワイアットによって『ドラゴン』373号(2009年3月)コラム、『Design & Development:Deva』にまとめられた。
第4版『Forgotten Realms Player's Guide』(2008、邦題『フォーゴトン・レルム・プレイヤーズ・ガイド』)において、ディーバはかつてムルホランド人たちの間にアアシマールと呼ばれていたと後付け設定された。
D&D第5版では『ダンジョン・マスターズ・ガイド』(2014)にて言及されている。その後、『Volo's Guide to Monsters』(2016、邦題『ヴォーロのモンスター見聞録』)にてプレイヤー用種族として登場した。第5版ではエンジェルが“秩序にして善”の種族として固定され、ディーバもエンジェルの一種として(善と秩序の)モンスター側に組み込まれたので、エンジェル由来の種族として再登場となった。

## D&D以外のテーブルトークRPG

### パスファインダーRPG
D&D3.5版のシステムを継承するパスファインダーRPGにてアアシマールは『Bestiary 1』(2009、未訳)に登場している。『Advanced Race Guide』(2013、未訳)ではプレイヤー種族として登場している。2eでも『Bestiary』(2019、未訳)に登場したり『Advanced Player's Guide』(2020、未訳)でプレイヤー種族多重出自(Versatile Heritage)として登場、多彩な種族血脈のアアシマールでできるようになっている。

### D20モダン
D&Dのシステムで現代物を扱う『 d20モダン・ロールプレイング・ゲーム』にて、アアシマールは『Urban Arcana』(2003、未訳)にプレイヤー用種族として登場している。

## 肉体的な特徴
アアシマールは人間とほとんど変わらない外見をしている。背丈は人間より高い。

彼らは天界の威厳を象徴しているかのように、非常に見目麗しい。金銀のように輝く髪、黄金や宝石のような瞳、光沢のある肌を持ち、後光や光輪を持つ者すらいる。
アアシマールは人間よりも少し長生きする。90歳で老境に入り、おおよそ120歳ほどで寿命を迎える。第5版では160歳ほどに増えている。
第5版のアアシマールはレベルが上昇するにつれ、よりエンジェルもしくは堕天使に近しい姿となる。『Volo's Guide to Monsters』では3種類のアアシマールの成長指針が掲載されている。「守護者アアシマール(Protecter Aasimar)」はその双眸が光り輝き、背中から翼が生え飛行を可能とする。「懲罰者アアシマール(Scourge Aasimar)」は目や口からは神聖なエネルギーが放出するようになり、その神光を解き放って敵にダメージを与えることができる。最後に「堕ちたアアシマール(Fallen Aasimar)」は暗闇をたたえた双眸、幽霊のように宙に浮く力、死霊の力を放出して敵にダメージを与えるなど、アアシマールの善性を放棄する見返りとして他の2種を併せ持った特性を得る。

## 社会
アアシマールは善なる天上界の種族と血縁関係を結んだ人間種族の子孫である。アアシマールはその子孫の中から隔世遺伝的に誕生する。人間である以上、彼らの生活環境、社会は人間社会の中にある。その血に流れる善の血脈から、大抵のアアシマールはいずれかの善属性に属している。ただし、人間と変わらぬ生活環境を送っているために、人間同様に個人個人で多種多様な価値観を持っている。
大概のアアシマールは天性の魅力があり、物腰柔らかな社交家である。その反面、セレスチャルの者たちに特有の高貴だが近づきがたい威圧感、善の大義に対する直向きさをも併せ持っている。
大多数を占める善属性のアアシマールは道徳や善行のために活動することを望む。彼らの社会規範は育った環境で培ったものだが、根本的には自らに流れるセレスチャルの血に従って活動している。隔世遺伝のために同族が少ないので、一匹狼として各地を放浪している。冒険者の道を選ぶ者も多く、パラディンやクレリックなど信教がらみのクラスに就くことが多い。定住し、都市生活に溶け込む者もいるが、善の伝道者としての意識が強いアアシマールが座業に就くことはまずない。
不正が横行する悪に満ちた世界では、アアシマールは圧制者に敢然と立ち向かい人々を救済しようとする。そのために狡智を巡らしたり、自らの存在を偽る程度のことには躊躇わない。アアシマールは名声や地位には興味がないが、自ら人々を導こうとする場合はその限りではない。すべてのアアシマールが悪に対する執拗な敵というわけではないが、悪の側にとってはアアシマールはすべからく怨敵である。このため、多くのアアシマールは目立たぬよう正体を隠し、地味な格好をすることを余儀なくされている。これは危険を回避するための気配りであり、敵に対して公然と立ち向かうことを制限するものではない。
ごく稀だが、悪の手に堕ちるアアシマールもおり、彼らは善良な市民、偽りの英雄を装いながら悪事を行う。善のアアシマールにとって、彼ら悪のアアシマールの存在は血への反逆であり、許し難き仇敵とみなす。
愛想が良く親しみやすい気質であるアアシマールは、人間社会を始め多くの種族社会で良好な関係を築ける。同じく社交家として知られるハーフエルフとは、互いに異種族同士の架け橋的存在であるという共通点からうまくやっていく。逆に粗野な気質のハーフオークとはあまり馬が合わないが、名誉ある善の使徒であることを証明した者には敬意を払う。悪の属性を持つ種族とは有効な関係を持とうとせず、取引をすることなどしない。

アアシマール同士は、互いを善の大義でつながった親戚であるとみなし、敬意と友情を以て接する。ただし、前述の通り悪に染まったアアシマールには激しい義憤を感じ、恐ろしい怒りをぶつける。
第5版でのアアシマールは秩序と善の天上界・セレスティアの加護を受けて産まれた人の子である。彼らの精神はセレスティアと深い結び付きがあり、子供の頃から夢や予感、幻視などによってエンジェル、とりわけ地上世界とのメッセンジャーを務めるディーバの啓示を受ける。ゲームとしては、善と秩序の属性から判断した指針をDMから受けるキャラクターとなる。そのエンジェルがどのような性格なのかは、「読書家の教師」、「思いやりにあふれ、楽天家」、「厳格で峻厳」などがランダム表として用意されている。その啓示に従うものもいるが、啓示を苦痛と感じ悪の道に進む者もいる。悪の道に染まったアアシマールにエンジェルが声をかけることはない。

## 信仰
アアシマールは善の神々に仕えるセレスチャルの血縁者であり、祖先たるセレスチャルが仕える善の神々を崇拝する。アアシマールは神々の威徳を体現する存在であり、他の宗教家による改宗の声には耳を貸さない。